# Wołodymyr Stachiw
Wołodymyr Stachiw (ur. 1910 w Przemyślu  – zm. 1971 w Monachium) — ukraiński działacz społeczny i polityczny, dziennikarz, publicysta.

## Życiorys
Członek Organizacji Ukraińskich Nacjonalistów od jej powstania w 1929. Studiował na uniwersytecie w Berlinie, podczas studiów działał w ukraińskim ruchu studenckim. Do 1941 redagował biuletyn ukraińskiej służby prasowej, wydawany po ukraińsku i niemiecku.
Był członkiem Krajowego Rządu Zachodnich Obwodów Ukrainy, odpowiedzialnym za sprawy zagraniczne. Po aresztowaniu rządu został uwięziony w obozie koncentracyjnym w Sachsenhausen (do 1944).
Po wojnie przebywał na emigracji w Monachium. Był członkiem UHWR, członkiem zarządu Zagranicznych Formacji OUN, potem członkiem Rady Politycznej OUN(z).
Przez pewien czas był przewodniczącym Związku Ukraińskich Dziennikarzy w Niemczech i Ligi Więźniów Politycznych.
Był głównym redaktorem gazet "Ukraińska Trybuna" i "Suczasna Ukraina", oraz współautorem magazynów "Do zbroji" i "Suczasnist".
Był bratem Jewhena Stachiwa.